# Vexier (Film)
Vexier ist ein deutscher Psychothriller aus dem Jahr 2024, geschrieben und inszeniert von Matthias Wißmann. Der Film erzählt die Geschichte einer Frau, die sich aus einer gewaltsamen Beziehung befreien will. Produziert wurde der Film von Langmatt Filmproduktion in Zusammenarbeit mit Ofura Konzept Film und Little Weird Films.

## Handlung
Lea lebt in einer toxischen Beziehung, die sie emotional lähmt und von ihrem Umfeld entfremdet. Nach einem schicksalhaften Vorfall verlässt sie ihr Zuhause und begibt sich auf eine ziellose Flucht. Ihre Reise führt sie in einen abgelegenen Landgasthof, wo sie auf das Ehepaar Ines und Felix trifft, die sie aufnehmen und ihr helfen, wieder zu sich selbst zu finden. Doch ihre Vergangenheit bleibt allgegenwärtig und stellt sie vor eine unausweichliche Entscheidung, die ihr Leben für immer verändern könnte.

## Dreharbeiten und Produktion
Die Dreharbeiten fanden von Oktober 2021 bis März 2022 in Albstadt statt und wurden während der Corona-Pandemie durchgeführt. Die strengen Hygienemaßnahmen stellten die Produktion vor erhebliche Herausforderungen. Um die Infektionsgefahr zu minimieren, wurde entschieden, das Team möglichst kompakt zu halten. Dies erforderte eine enge Zusammenarbeit und eine präzise Planung, um den straffen Produktionszeitraum und das begrenzte Budget einzuhalten.
Der Film wurde durch eine erfolgreiche Crowdfunding-Kampagne auf der Plattform Startnext teilweise finanziert. Weitere Anteile des Budgets stammten von zahlreichen privaten Investoren, die das Projekt unterstützten.

## Regiekommentar
Matthias Wissmann beschreibt Vexier als einen Versuch, die emotionale Enge und Verlorenheit zu illustrieren, die eine toxische Beziehung mit sich bringt. Er möchte das Gefühl der Lähmung und inneren Konflikte, das viele Betroffene erleben, für die Zuschauer greifbar machen.

## Veröffentlichung
Der Film feierte seine Festival-Weltpremiere am 23. Oktober 2024 bei den Internationalen Hofer Filmtagen. Im Dezember 2024 wird der Film bei der Filmschau Baden-Württemberg gezeigt.

## Festivals
- 2024: 58. Internationale Hofer Filmtage (Festivalpremiere)
- 2024: 46. Biberacher Filmfestspiele[6]
- 2024: Weird Weekender[7]
- 2024: Filmschau Baden-Württemberg